# Remedios (brano musicale)
(Remedios Gabriella Ferri)
Remedios è una canzone in lingua spagnola di Gabriella Ferri, pubblicata nell'album omonimo del 1974.
Dopo oltre trent'anni dalla sua pubblicazione, il brano è stato scelto dal regista turco Ferzan Özpetek che lo ha incluso nella colonna sonora del suo film del 2007 Saturno contro. Il brano compare sia nel promo del film sia nella colonna sonora: grazie al successo della pellicola, Remedios (brano di nicchia della discografia della Ferri) trova un nuovo ed inaspettato successo diventando un successo radiofonico.
Nel 2007 il brano è stato remiscelato dal disc-jockey Stefano Brizi ed interpretato dalla cantante Selma Hernandes.
Nel 2008 è stata incisa una versione dalla Relight Orchestra.

## Versione di Giusy Ferreri

### Il brano
Eseguita da Giusy Ferreri durante ilo spettacolo di talenti X Factor, la versione viene inserita nell'EP Non ti scordar mai di me. Nella classifica FIMI rimane per due settimane tra i venti brani più scaricati dagli italiani, prima al 7º posto e poi all'8°. Il brano viene certificato disco d'oro per le 12 000 copie vendute.

### Classifiche
| Classifica (2008) | Posizione massima |
| ----------------- | ----------------- |
| Italia            | 7                 |